# Thermalbad Wiesenbad
Thermalbad Wiesenbad es un municipio situado en el distrito de Erzgebirge, en el estado federado de Sajonia (Alemania), a una altitud de 418 metros.[cita requerida] Su población a finales de 2016 era de unos 3347 habitantes y su densidad poblacional de 140 hab/km².[cita requerida]